# Linda Jackson (cheffe d'entreprise)
Pour les articles homonymes, voir Linda Jackson (homonymie).
Linda Jackson est une cheffe d'entreprise franco-britannique, née à Coventry (Angleterre) en 1959. A la suite de la création du groupe Stellantis, elle a été  la directrice générale du constructeur français Peugeot du 19 janvier 2021 au 3 février 2025.

## Biographie

### Formation
Elle est diplômée d'un MBA (master of business administration) à l'Université de Warwick, en Angleterre. Elle parle anglais et français couramment.

### Carrière
Elle commence sa carrière dans le groupe Rover en 1976, à l'âge de 17 ans, par un job d'été à la comptabilité et renonce alors temporairement à aller à l'université afin de poursuivre sa carrière au sein du groupe qui compte Austin, Rover, Land Rover et Jaguar parmi ses marques. Entre 1988 et 1992, elle poursuit une formation EMBA à l'université de Warwick, sponsorisée par Rover[réf. nécessaire].
Elle occupera plusieurs fonctions financières (comptabilité, pricing, contrôle de gestion, développement de produits...) en Angleterre avant de devenir, en 1998, directrice financière de la marque Rover en France. Elle dirige la filiale de 2000 à 2005, date à laquelle elle intègre le groupe Citroën en tant que directrice financière en Grande-Bretagne puis de Citroën France (2009-2010). En juillet 2010, elle devient Directrice Générale de Citroën Grande-Bretagne et Irlande .
Le 1er juin 2014, elle remplace Frédéric Banzet à la tête de Citroën  et intègre le comité exécutif. Elle devient ainsi la première femme à diriger une marque automobile française et la troisième femme à prendre les rênes d'une entreprise automobile, après l'allemande Annette Winkler chez Smart et l'américaine Mary Barra chez General Motors.
Le 15 janvier 2020, Linda Jackson quitte son poste de directrice générale de Citroën. Elle est chargée de diriger une étude visant à clarifier et affirmer la différenciation des marques au sein d’un portefeuille de marques, à la suite de l'accord entre les groupes PSA Peugeot-Citroën (PSA) et Fiat Chrysler Automobiles (FCA). Vincent Cobee, directeur adjoint de Citroën, lui succède.
Le 19 janvier 2021, Linda Jackson devient directrice générale de Peugeot et remplace Jean-Philippe Imparato parti chez Alfa Romeo.
Le 3 février 2025, Elle prend sa retraite et Alain Favey lui succède à la direction générale de la marque Peugeot.